# Poirieria zelandica
Poirieria zelandica es una especie de molusco gasterópodo de la familia Muricidae.

## Distribución geográfica

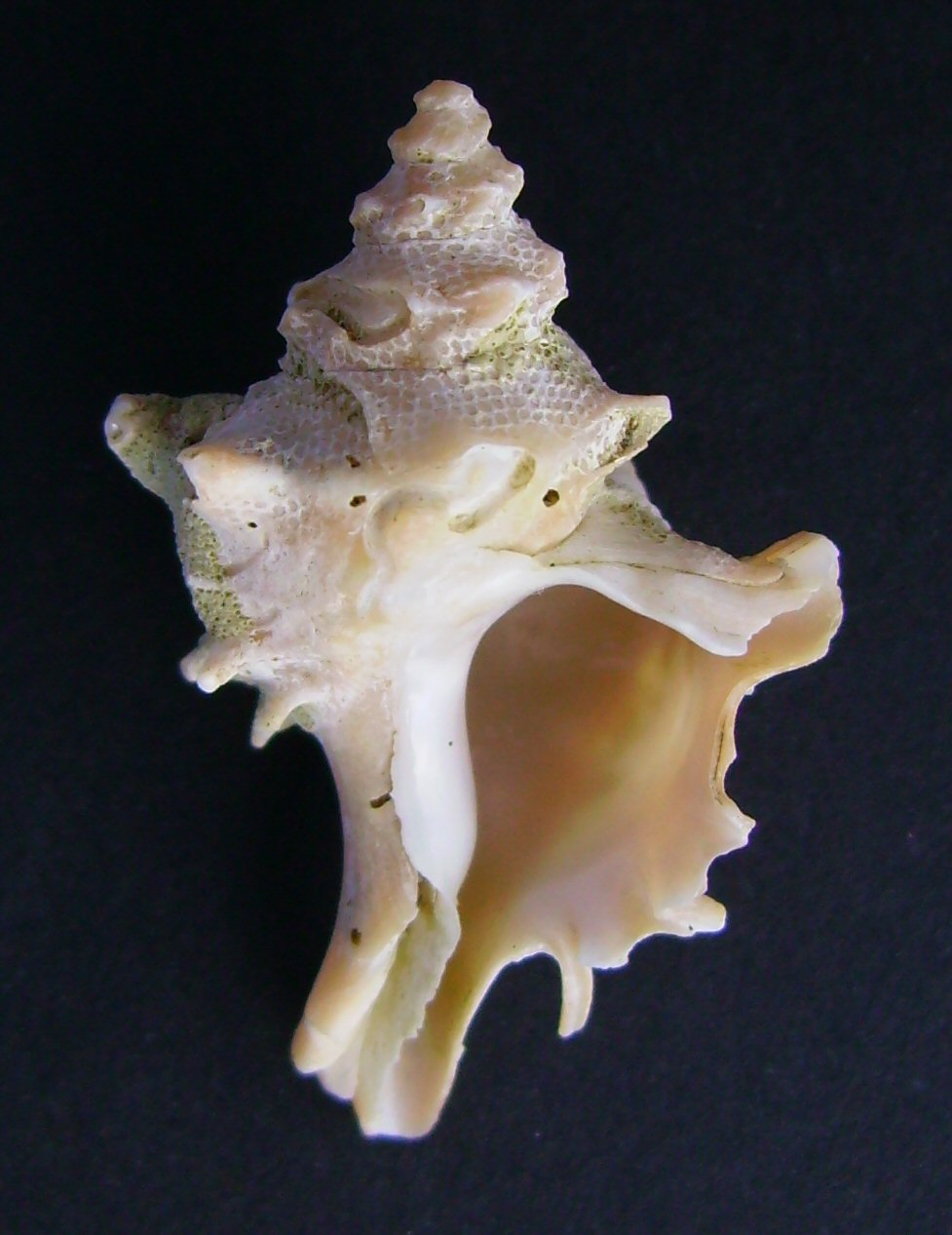
A shallow water, beachworn example of Poirieria zelandicus illustrating an anterior canal still visible from the previous growth stage.

Se encuentra  en Nueva Zelanda.